# Daniil Alexandrovič
Svatý Daniil Alexandrovič (1261 – 5. března 1303), nejmladší syn Alexandra Něvského z jeho druhého manželství, byl v letech 1273–1303 prvním moskevským knížetem. Nepříliš velký svěřený úděl dokázal v posledních letech své vlády územně zdvojnásobit a zároveň se stát jedním z nejvýznamnějších rurikovských knížat.

## Počátky moskevského knížectví
Svému nejmladšímu synu Daniilovi udělil Alexandr Něvský ve své závěti Moskvu, která dosud nikdy nebyla údělem. Daniil byl tehdy sotva dvouleté batole, proto Alexandr požádal svého bratra Jaroslava, svého nástupce na vladimirském stolci, aby Moskvu spravoval do té doby, než kníže dospěje. Po Jaroslavově smrti, kdy o velkoknížecí stolec bojovali Alexandrovi starší synové Dmitrij a Andrej, se Daniil v Moskvě zcela osamostatnil.
Moskva nebyla zpočátku příliš významným ani rozlehlým údělem. Knížectví se však brzy začalo čile ekonomicky i politicky rozvíjet a rozšiřovat své území. Daniil si počínal dostatečně obezřetně a snažil se, aby nedošlo k napadení a zpustošení jeho údělu nepřátelskými knížaty, stejně tak se snažil vyhnout konfliktu s Tatary. Přestože patřil do tábora straníků tatarského emíra Nogaje, nenavázal s ním na rozdíl od jiných rurikovských knížat nikdy osobní kontakt a pravděpodobně ani nevyužil jeho vojenské pomoci.

## Územní rozmach moskevského knížectví
Během několika málo let počátkem 14. století se knížeti Daniilovi a jeho synu Jurijovi podařilo zdvojnásobit územní rozsah knížectví připojením Kolomny, Možajsku a Perejaslavle Zalesské. Šlo o oblasti, které měly nejen značný hospodářský, ale také strategický význam. První významné rozšíření území představoval zisk Kolomny, náležející dosud k rjazaňskému knížectví. Daniil využil sporů, které vypukly po smrti zdejšího knížete (1299) mezi jeho bratrem Konstantinem a syny Michailem a Ivanem a postavil se na jejich stranu. Na podzim roku 1300 vpadl do země, u Perejaslavle Rjazaňské porazil knížete Konstantina, jemuž přišli na pomoc tatarské oddíly, a zajal ho. Za tuto pomoc zřejmě získal na zdejší podmínky hustě osídlenou Kolomnu s dalšími volostmi. Tak ovládl moskevský kníže poprvé území, které se nacházelo mimo severovýchodní Rus, kde již po řadu desetiletí panovali Vsevolodiči, potomci velikého vladimirského knížete Vsevoloda Bolšoje gnězdo.

## Velkoknížecí stolec
Moskevská knížata Daniil a jeho syn Jurij dokázala upevnit svoje postavení a zvětšit ovládané teritorium v situaci, která pro ně rozhodně nebyla příznivá. Tatarský emír Nogaj roku 1299 zahynul a politické uskupení rurikovských knížat, které bylo na něj napojeno a jehož členem byl také Daniil, se rozpadlo. Na velkoknížecím stolci seděl Andrej Alexandrovič, který patřil do nepřátelského tábora. Pokud byl naživu jeho mladší bratr Daniil, existovala naděje, že by se moskevský kníže mohl na základě stařešinského práva stát jednou velikým knížetem vladimirským. Je dosti pravděpodobné, že se Daniil podobnými myšlenkami také zaobíral, neboť nedávné úspěchy mu mohly dát pocit mocenské převahy nad bratrem. Ať už byly jeho plány jakékoliv, překazila je smrt. První moskevský kníže Daniil zemřel 5. března 1303 ve věku 41 let.